# John Obadiah Westwood
John Obadiah Westwood (Sheffield, 22 de dezembro de 1805 — 2 de janeiro de 1893) foi um entomologista e arqueólogo inglês.
Foi membro da Sociedade Linneana de Londres e presidente da Real Sociedade Entomológica de Londres (1852-1853).